# Загужиці (Свентокшиське воєводство)
Загужиці (пол. Zagórzyce) — село в Польщі, у гміні Казімежа-Велька Казімерського повіту Свентокшиського воєводства.
Населення — 226 осіб (2011).
У 1975-1998 роках село належало до Келецького воєводства.

## Демографія
Демографічна структура на день 31 березня 2011 року:
|          | Загалом | Допрацездатний вік | Працездатний вік | Постпрацездатний вік |
| -------- | ------- | ------------------ | ---------------- | -------------------- |
| Чоловіки | 115     | 25                 | 77               | 13                   |
| Жінки    | 111     | 25                 | 66               | 20                   |
| Разом    | 226     | 50                 | 143              | 33                   |